# Templiner Stadtsee
Der Templiner Stadtsee ist ein See bei der Stadt Templin im Land Brandenburg.
Als Name des Sees sind auch die Bezeichnungen Stadtsee und Templiner See gebräuchlich. Er ist nicht zu verwechseln mit dem bei Potsdam liegenden Templiner See. Als Teil der Templiner Gewässer ist der See schiffbar und über die Schleuse Templin von der Havel erreichbar.
Der langgestreckte See befindet sich östlich von Templin. Er hat eine Fläche von 87 Hektar, ist fast 2,5 Kilometer lang und an der breitesten Stelle etwa 650 Meter breit. Die maximale Tiefe beträgt 9 Meter. Der kalkreiche, ungeschichtete See hat mit 24.093 Hektar ein verhältnismäßig großes Einzugsgebiet. Sein Volumen beträgt 5.047.653 m³. Der Zufluss des Sees erfolgt vom Bruchsee am östlichen Ende des Sees her. Die Entwässerung findet über den Templiner Kanal nach Westen statt.
Am westlichen Seeufer befindet sich der Stadthafen Templin. Im westlichen Teil des Sees liegt die Liebesinsel.
Im See kommen die Fischarten Aale, Barsch, Brassen, Döbel, Hecht, Karausche, Karpfen, Quappe, Rotauge, Rotfeder, Schleien, Ukelei, Wels und Zander vor.